# János Aknai Acht
János Aknai Acht (1908 – 1992) també conegut com a Eugène Acht o Paul Acht, va ser un futbolista hongarès. Com a jugador Aknai va jugar gran part de la seua carrera a l'Újpest FC i a la selecció d'Hongria.
Va jugar 54 partits per a l'Újpest Football Club, guanyant la Copa Mitropa de 1929 i la Copa Des Nations en 1930. Llavors va mudar-se a França, per jugar a l'US Tourcoing. Va jugar breument al València Club de Futbol, va tornar a França on va jugar al Red Star Football Club 93 en 1935-36 (14 partits) i a l'Olympique de Marseille.